# Visayaseguenzia
Visayaseguenzia is een geslacht van weekdieren uit de klasse van de Gastropoda (slakken).

## Soorten
- Visayaseguenzia compsa (Melvill, 1904)
- Visayaseguenzia cumingi Poppe, Tagaro & Dekker, 2006
- Visayaseguenzia maestratii Poppe, Tagaro & Dekker, 2006